# سونگ‌مان لی
لی سونگ‌مان (کره‌ای: 리승만 یا 이승만) و یا سینگ‌مان ری (انگلیسی: Syngman Rhee)(زاده ۲۶ مارس ۱۸۷۵ – درگذشته ۱۹ ژوئیهٔ ۱۹۶۵) اولین رئیس‌جمهور اهل کره جنوبی بود که این سمت را بین سال‌های ۱۹۴۸ تا ۱۹۶۰ در اختیار داشت.

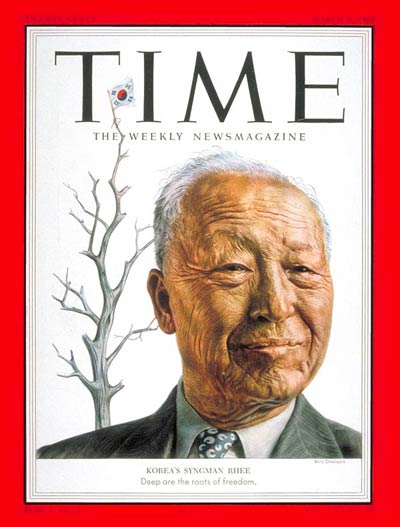
عکس وی بر روی مجله تایم ۱۹۵۳